# 高井興野
高井興野（たかいこうや）は、新潟県新潟市南区の町字。郵便番号は950-1235。

## 概要
1889年（明治22年）から現在の大字。信濃川下流右岸に位置する。
もとは江戸時代から1889年（明治22年）まであった高井興野村の区域の一部で、地名の由来は、天正から文禄年間に高井蔵人が移住して開発したことによる。

### 隣接する町字
北から東回り順に、以下の町字と隣接する。
- 山崎興野
- 根岸
- 北田中
- 高井東
- 根岸

※鷲ノ木大通川を挟んで西笠巻と隣接。中ノ口川を挟んで吉江、吉田新田と隣接。

## 歴史
天正から文禄年間に開発。古くは五軒興野村とも称し、惣右衛門が親様役として支配していたが、高井蔵人が親様株を譲り受け、高井村とも称した。

### 年表
- 1889年（明治22年）4月1日 : 合併により根岸村の大字となる。
- 1955年（昭和30年）3月31日 : 合併により白根町の大字となる。
- 1959年（昭和34年）6月1日 : 白根町の市制施行により、白根市の大字となる。
- 2005年（平成17年）3月21日 : 合併により新潟市の大字となる。
- 2007年（平成19年）4月1日 : 新潟市の政令指定都市移行により、南区の大字となる。

## 世帯数と人口
2018年（平成30年）1月31日現在の世帯数と人口は以下の通りである。
| 大字     | 世帯数  | 人口  |
| -------- | ------- | ----- |
| 高井興野 | 174世帯 | 462人 |

## 小・中学校の学区
市立小・中学校に通う場合、学区は以下の通りとなる。
| 番地 | 小学校             | 中学校               |
| ---- | ------------------ | -------------------- |
| 全域 | 新潟市立根岸小学校 | 新潟市立白根北中学校 |

## 交通

### 道路
- 国道8号